# Olivia Cucos

## Olivia Cucoș
| Nume complet   | Olivia Cucos              | Olivia Cucos              | Olivia Cucos              |
| Data nașterii  | 12 septembrie 2000        | 12 septembrie 2000        | 12 septembrie 2000        |
| Locul nașterii | Drochia, Republia Moldova | Drochia, Republia Moldova | Drochia, Republia Moldova |
| Înălțime       | 1.64 m                    | 1.64 m                    | 1.64 m                    |
| Greutate       | 55 kg                     | 55 kg                     | 55 kg                     |

Olivia Cucoș este o jurnalistă, prezentatoare de televiziune, reporter sportiv și realizatoare de podcast-uri, activă în Republica Moldova și România. Este cunoscută pentru activitatea sa în televiziune, implicarea civică și prezența în emisiuni de divertisment și sport.

### Biografie și educație
Olivia Cucoș s-a născut în orașul Drochia, Republica Moldova. A urmat Liceul Teoretic „Ștefan cel Mare”, unde a fost președinta Senatului Elevilor timp de doi ani. A obținut locul I la etapa natională a olimpiadei de istorie și a fost menționată la etapa republicană.
A absolvit Facultatea de Jurnalism și Științe ale Comunicării din cadrul Universității de Stat din Republica Moldova, iar ulterior a urmat și Facultatea de Arte Frumoase, specializarea Regie, dezvoltându-și abilitățile în producție media și regie artistică.

### Carieră profesională

#### Televiziune și presă
Olivia Cucoș a debutat ca voluntară la Drochia TV, unde a moderat emisiunea „Istorii de Succes”. A continuat ca realizatoare la Agro TV Moldova, promovând agricultura și viața rurală, apoi ca reporter sportiv la TeleRadio Moldova.
A fost prezentatoare de știri și corespondent sportiv la Moldova 1, unde a transmis inclusiv de la Campionatul Mondial de Fotbal 2022. A acoperit meciuri internaționale și a realizat interviuri cu jucători și oficiali.
În România, a fost redactor și prezentatoare la Canal 33, iar din 2023 a devenit reporter sportiv și prezentatoare la Digi Sport România. În prezent (2025), este redactor la revista Sport Magazin, unde semnează articole și interviuri din lumea sportului.

#### Activitate sportivă și colaborări
Este colaboratoare a Federației Moldovenești de Fotbal, unde prezintă emisiunea „La firul ierbii”, un format dedicat fotbalului moldovenesc și inițiativelor sociale din sport.
A realizat interviuri cu personalități precum președintele Maia Sandu și a transmis de la meciuri internaționale.
A fost prezentatoare oficială la meciurile echipei Sheriff Tiraspol, inclusiv în confruntarea cu Manchester United din preliminariile UEFA Champions League. De asemenea, a transmis și comentat meciurile echipei naționale a Moldovei, atât în competiții oficiale, cât și în meciuri amicale, precum cel cu România.

#### Podcast și media digitală
În 2025, Olivia Cucoș a lansat podcastul și emisiunea online „Hai să vorbim”, un proiect multimedia care abordează teme de autocunoaștere, dezvoltare personală și societate, având invitați din diverse domenii.

##### Marketing și PR
Pe lângă activitatea jurnalistică, Olivia activează și în domeniul marketingului și relațiilor publice, oferind consultanță și coordonând campanii de comunicare pentru branduri și organizații culturale.

##### Participare la emisiuni
În 2025, a participat la sezonul 15 al emisiunii „Chefi la cuțite”, difuzată de Antena 1, unde a făcut parte din echipa verde. A fost apreciată pentru determinarea și creativitatea sa, deși nu este bucătar profesionist. A fost eliminată în ediția din 19 mai 2025. Este frecvent invitată în emisiuni TV și podcasturi, fiind recunoscută pentru stilul său autentic și discursul echilibrat.

#### Viață personală
Olivia Cucoș este necăsătorită și locuiește între București și Chișinău. Este pasionată de sport, cultură și educație media.